# نادي وداد طنجة

## تاريخ النادي
نادي شباب وداد طنجة الرياضي  هو نادٍ رياضي مغربي من مدينة طنجة    يمارس في أقسام الهواة المغربية. رجع تأسيس نادي وداد طنجة إلى بداية الخمسينات من القرن الماضي وقد كانت المدينة أنداك لا تزال تحت نظام الوصاية الدولية وشهدت الرياضة المحلية بصفة عامة خلال هده الفترة ازدهارا كبيرا فقد تم تأسيس مجموعة من الفرق التي حملت الطابع الوطني نذكر منها على سبيل المثال : نادي قصبة طنجة، كورونا طنجة، أطلس مرشان ونهضة طنجة... مقابل أندية تمثل الجاليات الأجنبية المقيمة بالمدينة نادي إسبانيول طنجة، سيفليانا طنجة، إيبيريا، أونيون طنجيرينا... وقد كانت هده الأخيرة تتوفر على فرق محترفة حاولت بشتى الطرق جلب اللاعبين الوطنين لتعزيز صفوفها ورغم دلك فقد وجدت منافسة شديدة من طرف الفرق الوطنية التي كانت تمارس بروح المقاومة والتحدي.
وعموما فقد استفادت الفرق المغربية من هده المنافسة والاحتكاك بالأجانب فكان مستوى المنافسة واللاعبين كبيرا
الشئ الذي جعل الجماهير تحج إلى الملاعب لمتابعة كل المقابلات والتي اتسمت أنداك بالندية والحماس الكبير.

## بعد استقلال المغرب
بعد استقلال المغرب  وخروج الأجانب من المدينة اندثر عدد كبير من الفرق التي كانت تمارس في مختلف الأقسام والبطولات بسبب العشوائية في تسيير وتنظيم المنافسات وقلة الدعم المادي والمعنوي المقدم للفرق والجمعيات الرياضية وبسبب عدم تأقلم هده الأخيرة مع الوضع الجديد. خلال هده المرحلة الانتقالي الصعبة ظل نادي وداد طنجة محافظا على استمراريته مقاوما لكل الأزمات التي عرفتها كرة القدم المغربية بل استطاع تكوين أجيال كبيرة أعطت الشئ الكثير لكرة القدم الشمالية فالنادي معروف عبر تاريخه الطويل بإنجاب المواهب الفذة التي تألقت بشكل ملفت على المستوى المحلي والوطني ورغم تغير ظروف الممارسة وندرة الموارد المادية التي تتطلبها كرة القدم الحالية فالنادي لا زال يؤكد حضوره القوي على الساحة المحلية والوطنية خاصة في المنافسات الخاصة بالفئات الصغرى ليربط بدلك ماضيه المجيد بمستقبله الواعد.

## الأسبقية للشبان - مشروع الفريق
تعتبر كرة القدم في المغرب رياضة هاوية تفتقد إلى التجهيزات والبنيات التحتية اللازمة وتفتقر إلى الدعم المادي الكافي لتسيير وتنظيم الممارسة، وتعاني من نقص حاد في الأطر التقنية والإدارية مما يضع كل الأندية والفرق الطامحة أمام تحديات عملاقة يستحيل معها الاستمرار في تنفيذ البرامج السنوية وإكمال المواسم الرياضية في ظروف ملائمة. فريق وداد طنجة واحد من الاندية المعروفة في المغرب والذي وجد نفسه أمام بعض المشاكل التي تعيق تطور طموح النادي، الشيء الذي دفع المسؤولين إلى إعادة النظر والاعتماد على الذات لمواجهة كل الصعاب التي سبق ذكرها فتم، وضع تصور جديد داخل النادي تم التركيز فيه على إتاحة الفرصة لشبان الفريق والاستغناء عن كل اللاعبين الكبار وإبعاد بعض المسيرين ووضع الثقة في الفئات الصغرى وإعطائها الاهتمام الكامل، وقد تم نهج هذه السياسة بسبب الإهمال الكبير الذي يعاني منه شباب المدينة وبسبب الاقتناع الكامل بإمكانيات وطموح اللاعبين الشبان. فأصبح الفريق من أصغر الفرق على الصعيد الوطني من حيث سن اللاعبين، كما يتوفر على 5 فرق تمارس ضمن 5 فئات في البطولات الجهوية لعصبة الشمال، وتعتبر كلها من أحسن الفرق تنظيما وأداء.كما تم أيضا وضع بيداغوجية خاصة بالفريق، يتم تمريرها لكل اللاعبين عن طريق الاجتماعات الدورية أو عن طريق موقع الفريق على شبكة الانترنيت الذي تم انشائه مؤخرا والذي يعتبر الأول من نوعه في شمال البلاد، وفي هذا الصدد أيضا تم تجديد مقر النادي واستغلاله بالطريقة المناسبة لدعم الفريق، وهناك مجموعة أخرى من الاجراءات التي خطط لها النادي من ضمنها البحث عن مستثمرين لاحتضان الفريق في أفق تطوير كرة القدم المحلية وانسجاما مع مشروع تأهيل كرة القدم الوطنية وبالرغم من كل المجهودات الذاتية لا يزال فريق وداد طنجة باعتباره مدرسة للتكوين في حاجة لدعم الجهات المسؤولة وكل الفعاليات المدنية نظرا للقيمة الحقيقية للرياضة في حياة المجتمعات. للإشارة فالنادي يشارك ببطولة العصبة، لكرة القدم بالفئات التالية:
- بطولة عصبة الشمال: للكبار
- بطولة عصبة الشمال: شبان
- بطولة عصبة الشمال: فتيان
- بطولة عصبة الشمال: صغار

و يشارك ببطولة كرة القدم المصغرة بفئة الصغار والبراعم، وقد حقق الفريق خلال المواسم السابقة نجاحات كبيرة، خاصة على مستوى الفتيان والشبان، ولولا عامل الحظ لفاز الفريق بعدة ألقاب.